# Conchocarpus concinnus
Conchocarpus concinnus är en vinruteväxtart som beskrevs av J. A. Kallunki. Conchocarpus concinnus ingår i släktet Conchocarpus och familjen vinruteväxter. Inga underarter finns listade i Catalogue of Life.